# Aminagar Urf Bhurbaral
Aminagar Urf Bhurbaral is een census town in het district Meerut van de Indiase staat Uttar Pradesh. 

## Demografie
Volgens de Indiase volkstelling van 2001 wonen er 5495 mensen in Aminagar Urf Bhurbaral, waarvan 52% mannelijk en 48% vrouwelijk is. De plaats heeft een alfabetiseringsgraad van 60%. 